# صرب كرواتيا
صرب كرواتيا وهي أكبر أقلية إثنية تعيش في دولة كرواتيا ودارت بين صرب كرواتيا وبين الحكومة الكرواتية حرب في سنة 1991 وذلك بعدإنتهاء حرب الاستقلال الكرواتية بفشل يوغسلافيا، بإعادة توحيدها مع كرواتيا وكانت من نتائج هذه الحرب تأسيس جمهورية كراجينا الصربية، وألتي سقطت في سنة 1995 بعد انتصار القوات الكرواتية على صرب كرواتيا بدعم من الولايات المتحدة و الناتو، يبلغ عدد صرب كرواتيا 186 ألف نسمة حسب إحصاء سنة 2011، ويعتنق أغلبهم المسيحية الأرثوذكسية، ويتكلمون باللغة الصربية.